# Papir 124
El papir 124 (en la numeració Gregory-Aland) designat per 𝔓,124 és una còpia del Nou Testament en grec. És un manuscrit en papir de la Segona carta als Corintis.

## Descripció
Fins als nostres dies només van sobreviure peces d'una fulla. Els textos supervivents de 2 Corintis són els versos 11:1-4; 6–9, es troben en un estat fragmentari. El manuscrit paleogràficament havia estat assignat al segle VI (INTF). El document està escrit en una columna per pàgina, 14 línies per pàgina.
El text grec d'aquest còdex probablement és del tipus de text alexandrí. Va ser publicat per J. David Thomas l'any 2008.

## Ubicació
Actualment, el manuscrit es troba a les sales de papirologia de la Biblioteca Sackler d'⁣Oxford amb el número de prestatge P. Oxy. 4845.